# Regis (Reinos Olvidados)
Regis es un personaje del universo de Reinos Olvidados.

## Historia
Regis, el halfling, nació en Calimport o cerca de allí, lejos en el sur. Sus primeros recuerdos son de una infancia malgastada en las calles, mendigando y robando. Con el tiempo Regis llamó la atención del Bajá Pook, amo de los gremios de ladrones y asesinos de la ciudad. Regis no decepcionó a su nuevo amo, pero se acabó aburriendo. Cuando Regis descubrió que Pook usaba un colgante de rubí mágico en sus negociaciones, lo robó y se echó al camino, esperando encontrar el pasaje a una vida más sencilla. Pook demostró ser más ambicioso de lo que Regis había previsto, y dondequiera que fuera siempre le seguían los hombres de Pook.
La huida de Regis le llevó finalmente al severo clima del Valle del Viento Helado, donde creía que los matones contratados de Pook no podrían encontrarlo. Este fue el sitio en el que mejor se encontró y al que llamó Hogar. Se hizo famoso por sus tallas de cabeza de trucha
Allí hizo amistad con Bruenor Battlehammer y Drizzt Do'Urden, a menudo siguiéndolos a regañadientes de una aventura en otra. Después de un tiempo, el asesino Artemis Entreri siguió el rastro de Regis y se lo llevó de vuelta a Calimport donde los amigos de Regis acabaron por rescatarlo. Después de muchas más aventuras, Regis se ha asentado en su vida de aventuras junto a sus amigos y se ha convertido en el consejero jefe del rey Bruenor Battlehammer.
Durante las Guerras con los Orcos, Regis demostró su gran valor como consejero del rey al caer este en combate. No dejándole morir sus sacerdotes ni sus amigos, Regis en un acto desesperado, utilizó su colgante de rubí para llegar a la conciencia de Bruenor y sacarle de la morada de Moradín, lo que le devolvió a la vida.
Durante la era de la Plaga de conjuros, intento ayudar a su amiga Catti-Brie, rescatándola de su estado comatoso con su colgante de rubí tal como hizo con Bruenor, pero en esta ocasión no obtuvo el efecto deseado, quedando su conciencia atrapada en el mundo de las sombras, donde sus moradores le atacan constantemente provocándole grandes terrores. 
Su alma fue reclamada por Mielikki, junto a la de Catti-Brie, y se encuentra en un bosque de dicha diosa donde no le falta de nada (ni utensilios, ni comida). Ha construido una cabaña y la ha preparado para las visitas que nunca llegan.
Debido a su barriga se ha ganado el sobrenombre de "Panza Redonda". No hay nada que le haga disfrutar como una vida cómoda. Puede ser bastante refinado e igualmente astuto, aunque de ningún modo cruel. Se ha hecho más sabio en el curso de sus muchos contratiempos y ha ganado la aptitud de ver cosas en las que sus amigos a menudo se equivocan. Regis aborrece la violencia y hace todo lo posible por evitarla. Sin embargo, cuando debe entrar en combate, trata de apoyar a sus aliados con ataques furtivos contra sus enemigos.